# نادين (اسم)
نادين (بالإنجليزية: Nadine) هو اسم علم مؤنث، وهو الشكل الفرنسي للاسم الأوكراني ناديا (بالأوكرانية: Надія)، ويُعتبر اسم ناديا تصغير لاسم ناديجدا (الروسية: Надежда) والذي يعني «الأمل» باللغة الروسية، والاسم نفسه مشتق من Надежда بالسلافونية الكنسية وهو نفسه نسخة من ελπίς باللغة اليونانية والذي تعني الأمل أيضًا. ويعني كذلك الرجاء، وبالفرنسية يعني الندى الذي يبلل أوراق الورد وقت سطوع الشمس.[بحاجة لمصدر]
يعتبر من أكثر أسماء الإناث شيوعاً في أوروبا والوطن العربي وفي آسيا الوسطى وغرب آسيا.

## الشخصيات
- نادين آنجرير لاعبة كرة قدم ألمانية.
- نادين كيسلر لاعبة كرة قدم ألمانية.
- نادين تشانراويناتا ملكة جمال إندونيسية.
- نادين لبكي مخرجة لبنانية.
- نادين غورديمير كاتبة جنوب أفريقية.
- نادين نجيم ممثلة وعارضة أزياء لبنانية.
- نادين سلامة ممثلة فلسطينية.
- نادين فيلاسكيز ممثلة وعارضة أزياء أمريكية.
- نادين هاني إعلامية لبنانية.
- نادين كويل مغنية أيرلندية شمالية بريطانية.
- نادين خماش إعلامية فلسطينية.
- نادين البدير كاتبة وإعلامية سعودية.
- نادين فلاح إعلامية لبنانية.
- نادين الفهد ممثلة إماراتية.
- نادين باخص كاتبة وشاعرة سورية.
- نادين تحسين بك ممثلة سورية.
- نادين صعب مغنية لبنانية.
- نادين ظريفة مغنية وسباحة لبنانية.
- نادين فان دير فيلد ممثلة أمريكية كندية.
- نادين مورانو سياسية فرنسية.
- نادين نسيب نجيم ملكة جمال لبنانية تونسية.
- نادين شون سياسية ألمانية

### شخصيات خيالية
- نادين زاهي إحدى شخصيات مسلسل 04.